# Ólomévek

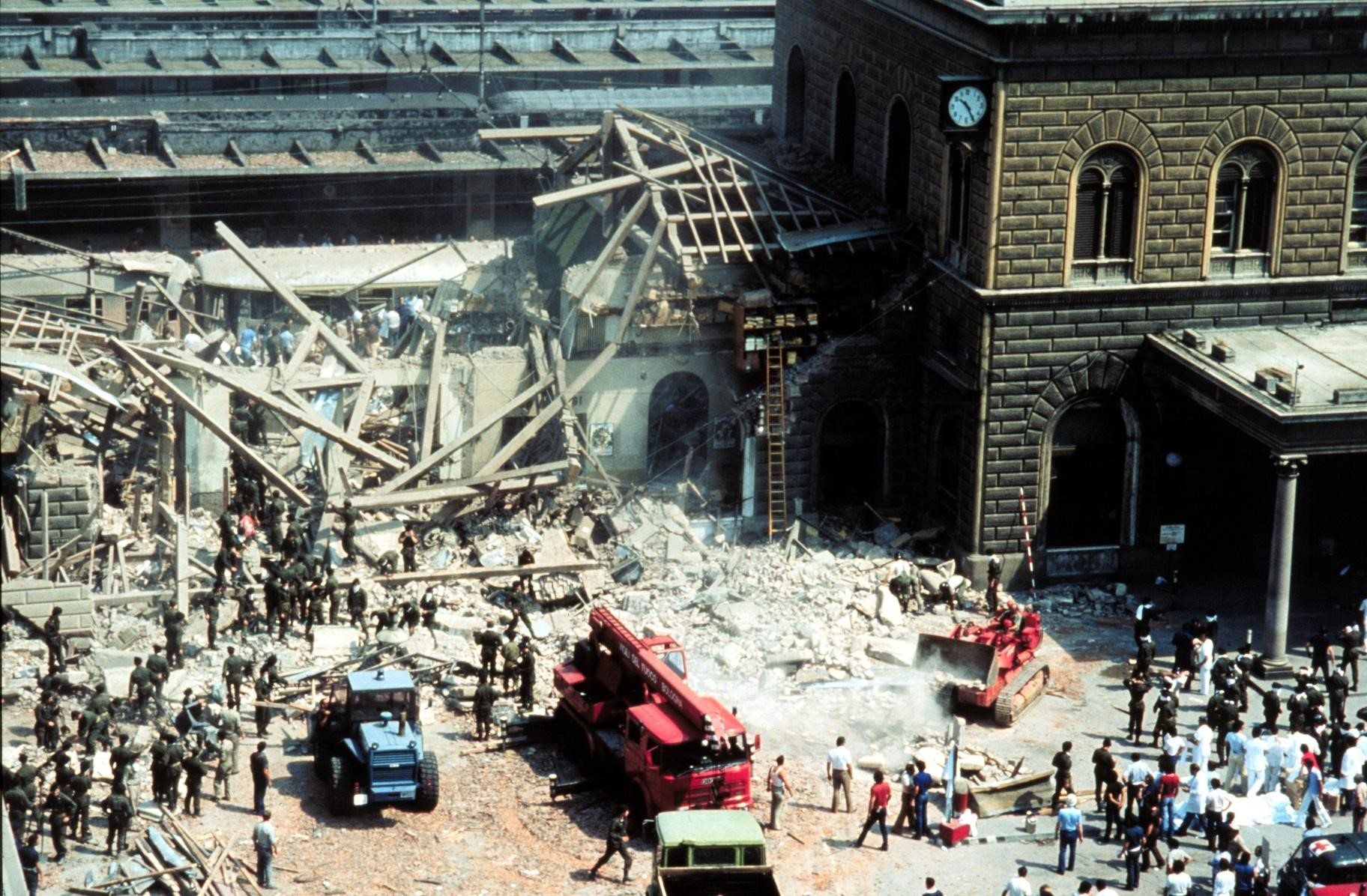
Bombamerénylet a bolognai pályaudvaron 1980-ban

Az ólomévek kifejezés (olaszul: Anni di piombo) Olaszország 1960-as évek vége és 1980-as évek eleje közti időszakára vonatkozik, amikor a szélsőbaloldali és szélsőjobboldali politikai terrorizmus mindennapossá vált.

## Értelmezése
Kezdetét a történészek az 1968-as diáklázadásokhoz kötik. 1968. március 1-jén Rómában az egyetemistákból álló 68-asok összecsaptak a rendőrökkel, az első halálos áldozat novemberben Antonio Annarumma rendőrtiszt volt, aki a baloldali Movimento Studentesco (Hallgatói Mozgalom) tüntetésén biztosította a rendet, halálát mai napig rejtély övezi.
Az ólomévek jellegzetessége, hogy aktivizálódtak olyan szélsőbaloldali, parlamenten kívüli szervezetek, mint a Lotta Continua (Folytatódó Harc) és a Movimento Studentesco, emellett olyan terrorista szervezetek, mint a Prima Linea (Élvonal) és a Vörös Brigádok. Emellett az 1970-es évektől megjelentek szélsőjobboldali szervezetek, mint a NAR, Ordine Nuovo (Új Rend), Avanguardia Nazionale (Nemzeti Élcsapat) és a Terza Posizione (Harmadik Hely), ezek közül a NAR felelős az 1980-as bolognai pályaudvaron elkövetett merényletért, ahol 85-en vesztették életüket.
Az ólomévekre hatással voltak különböző társadalmi, gazdasági események: Bretton Woods-i rendszer megszűnése, 1973-as és 1979-es olajválság. Az 1975-ös osimói szerződés következtében megszűnt az 1947 óta fennálló Szabad Trieszti Terület, amely addig jugoszláv katonai közigazgatás alá tartozott, így pontossá váltak a területen a jugoszláv-olasz határok valamint a területen élők kisebbségeinek státusza is. 
Az 1970-es évekre rekordméretűvé váltak a váltságdíj miatti emberrablások Olaszországban, az évtized végére megállt a népességnövekedés.

## Merényletek
A korszak sajátossága volt a sok merénylet, amelyek elkövetőit csak kevés esetben sikerült kideríteni. 1968 és 1974 között 140 merényletet követtek el, ezek közül az alábbi merényletek voltak a legsúlyosabbak:
| Dátum              | Merénylet helyszíne                   | Halottak száma | Sérültek száma |
| ------------------ | ------------------------------------- | -------------- | -------------- |
| 1969. december 12. | Milánó, Piazza Fontana                | 17             | 88             |
| 1970. július 22.   | Gioia Tauro vasútállomás              | 6              | 66             |
| 1972. május 31.    | Peteano, Gorizia megye                | 3              | 2              |
| 1973. május 17.    | Milánó                                | 4              | 40             |
| 1974. május 28.    | Brescia, Piazza della Loggia          | 8              | 102            |
| 1974. augusztus 2. | Bologna megye, Italicus expresszvonat | 12             | 105            |
| 1980. augusztus 4. | Bologna, pályaudvar                   | 85             | 200            |

## Belpolitikai események

### Olaszország az 1960-as évek végén
Az 1960-as évek végére Olaszország gazdasága robbanásszerű fejlődésen ment keresztül, amit boom economiconak neveznek. A csecsemőhalandóság és az analfabetizmus jelentős mértékben csökkent 1960 és 1969 között. A Rai, mint közszolgálati rádió és televíziónak köszönhetően kialakult az olaszokban a nemzettudat és előtérbe került az egységes olasz nyelv használata a mindennapi életben szemben a tartományok dialektusaival.
A gazdasági fejlődés a kulturális élet fejlődésére is nagy hatással volt. A kulturális életben nagy befolyása lett a baloldalnak. Az 1968-as diáklázadás hatására az első nagyobb tüntetések ekkor voltak.
A korszakban az Olasz Kommunista Párt befolyása is folyamatosan nőtt, ami az Egyesült Államoknak egyáltalán nem tetszett, tartottak attól, hogy az ország életét drasztikusan megváltoztatnák.

### Az Ólomévek kezdetei
A kezdet az 1968-as tüntetésekkel kezdődik, amik egész Európán és Olaszországon is végig mennek.
1969-ben újra sűrűsödött a tüntetések száma, az egyetemi hallgatók tüntetése mellett jelentőssé vált a gyári munkások harca a munkaszerződésük megújítására, ezt az időszakot nevezik "forró ősznek" (autunno caldo).
1969. április 25-én időzített bomba robbant Milánóban a vásáron a FIAT pavilonjában a robbanásban néhányan súlyos sérülést szenvedtek. A rendőrség még aznap egy másik bombát talált a milánói központi pályaudvar pénzváltójában. Augusztus 9-én nyolc bombát robbantottak különböző vonatokon, amiben 12-en sérültek meg.
1969. november 19-én az Unione Communisti Italiani (Kommunista Olaszok Uniója) által szervezett milánói tüntetésen meghal Antonio Annamura rendőrtiszt. Egy terepjáróban volt, miközben leütötték acélcsővel és a helyszínen meghalt. Egyes történészek szerint ő tekinthető az ólomévek első áldozatának.
1969. december 12-én 5 merényletet hajtottak végre 53 percen belül, ebből a legsúlyosabb Milánóban a Piazza Fontanan történt: A Banca Nazionale dell'Agricoltura (Mezőgazdasági Nemzeti Bank) székházában bomba robbant. A robbanás miatt 17-en meghaltak és 88-an sérültek meg.

### A szélsőséges mozgalmaktól a terrorizmusig
A merényletek miatt egyre hevesebb és zaklatott hangulat lett úrrá az olasz társadalmon.
1970. december 7-ről december 8-ára virradó éjszakán az exfasiszta parancsnok, akkor a Fronte Nazionale neofasiszta mozgalom vezetője Julio Valerio Borghese puccskísérletet hajt végre, amely később Borghese-puccsként válik ismertté. A puccs oka tisztázatlan volt.
A társadalom az események miatt egyre kevésbé érezte magát biztonságban, ami nem elsősorban a merényletek miatt, hanem a rendszeressé vált rendvédelmi dolgozók és a banki alkalmazottak elleni támadások miatt. Felerősödték a szélsőségellenes elméletek.
1972. március 3-án a Vörös Brigádok elrabolta Idalgo Macchiarini mérnököt, aki a Sit-Siemens igazgatója volt. Lefényképezték egy táblával a nyakában amin ez a felirat volt olvasható: Mordi e fuggi. Niente resterà impunito. Colpiscine uno per educarne cento. Tutto il potere al popolo armato! (Átmeneti. Senki sem marad büntetlenül. Egy bűnhődik, hogy tanuljanak az esetéből százan. Teljes hatalmat a fegyveres népnek!).
Egyre gyakoribbá váltak az állami tisztviselők elrablása, 1974. április 18-án elrabolták Mario Sossi ügyészt, aki márciusban büntetőítéletet hozott a genovai székhelyű szélsőbaloldali terrorszervezet Gruppo XXII Ottobre (Október 22. Csoport) tagjai ellen.
Pár hónappal később letartoztatták a Vörös Brigádok két tagját a carabinierik. Akkoriban még minden eszköz adott lett volna a terrorizmus megfékezésére, ám az olasz baloldal (szocialisták és kommunisták is) nem határolódott el a fegyveres propagandáktól. Ebben nagy szerepe volt Giangiacomo Feltrinelli egykori partizánnak, aki a Vörös Brigádokat pénzelte. Az akkori baloldal a rendőrséget hatalommal való visszaéléssel vádolta meg a tüntetőkkel szemben. Az esetben felszólaló politikusok – még a kormányzó kereszténydemokrata pártiak sem – ismerték el a Vörös Brigádok szervezet fenyegetését, helyette a növekvő neofasiszta fenyegetést hangsúlyozták.

### Politikai gyilkosságok
1975-ben folytatódtak a szélsőbaloldali és szélsőjobboldali aktivisták közti leszámolások. Februárban szélsőbaloldali milicisták egy tüntetésen megölték Mikisz Mántákász neofasiszta görög hallgatót, jogvédők. Márciusában az MSI egyik fiatal militánsát, Sergio Ramellit Milánóban a Munkás Avantgárd Csoport egy tagja egy csavarkulccsal fejbe verte és 47 nap után a kórházban belehalt a sérüléseibe. Májusban Milánóban neofasiszták késelték halálra Alberto Brasili hallgatót és baloldali aktivistát. Június 5-én a Vörös Brigádok tagjai megölték Giovanni D'Alfonso csendőrt.
1976-ban a marxista szellemiségű Élvonal (Prima Linea) tagjai megölték az ügyvéd Enrico Pedenovit, aki az MSI tagja volt. Július 8-án a neofasiszta Pierluigi Concutelli megölte Vittorio Occorsio bírót. December 14-én Rómában Prisco Palumbo rendőrt a szélsőbaloldali Fegyveres Munkás Sejtek (Nuclei Armati Proletari) terrorszervezet tagjai ölték meg.
1977-ben a szélsőbaloldali terrorszervezetek követtek el gyilkosságokat: Torinóban az Élvonal, Rómában a Fegyveres Munkás Sejtek terrorszervezet ölt meg rendőrt. Torinóban a Vörös Brigádok az ügyvéd Flavio Crocét ölte meg illetve ugyancsak Torinóban megtámadta majd fogságba ejtette Carlo Casalegnót, a La Stampa napilap igazgatóhelyettesét
Ugyancsak 1977-ben történt egy véres merénylet Spanyolországban, az ún. atochai mészárlás, mely bár nem tartozik az ólomévek eseményei közé, de szorosan kapcsolódik hozzá. Annál is inkább, mert a gyilkosságokat elkövető személyek között valószínűleg olasz neofasiszták is voltak, akik az olaszországi terrorcselekményeknél is közreműködtek, sőt a spanyol szélsőségesek (baloldaliak és jobboldaliak egyaránt) szoros kapcsolatban álltak olaszországi elvtársaikkal, akiktől nem egy alkalommal fegyvereket is vételeztek. Az egyik feltételezett olasz felelőse az atochai mészárlásnak az a Carlo Cicuttini, aki 1972-ben Peteanóban megölt egy csendőrt, mely merénylet szintén az ólomévek által elkövetett támadások sorába tartozik.

### Bolognai mészárlás
1980. augusztus 2.-án, délelőtt 10:25-kor időzített bombát robbantottak fel Bologonában a főpályaudvaron, ahol a helyszínnen 85-en meghaltak és 200-an megsértültek. A merényletet a neofasiszta terrorszervezet, Fegyveres Forradalmi Sejtek két tagja Francesca Mambro és Valerio Fioravanti hajtotta végre. A Francesco Cossiga vezette kereszténydemokrata kormány eleinte egy a pályaudvar alagsorában található régi kazán robbanását nevezte meg okként, amely az eseményt előídézte. A bizonyítékok nyomán hamar egyértelművé vált, hogy előre kitervelt szándékkal hajtottak végre merényletet. 
Az Olasz Kommunista Párt napilapja, az Unitá egy nappal a merénylet után a neofasisztákat okolta a merényletért. Pár nappal később került napvilágra a tény, hogy az Olasz Titkosszolgálat SISMI le tudta hallgatni a terrorszervezet firenzei központjának telefonbeszélgetéseit.
A regionális ügyészség az események hatására újranyitotta az Italicus-merénylet nyomozás, ugyanis feltételezésük szerint ugyanazon személyek állhattak az 1974-es Italicus-merénylet mögött mint a bolognai mögött. Augusztus 22-én a rendőrség DIGOS (Általános Nyomozati és Különleges Ügyosztály) osztálya jelentéséből kiderült, hogy a neofasiszták elleni nyomozást erősíteni kell. 
Az ügyben a Szenátusban hamarosan üléseztek, ahol Cossiga osztotta a neofasisztákkal kapcsolatos teoriákat azt mondta, hogy :"A baloldali terrorizmussal ellentétben, akik a saját embereiket küldik az állam szívbe döfésére, a neofasiszta terroristák szeretik magukat mészáros szerepben, mert a szélsőségesen erőszakos tett pánik reakció és heves reakciókat idéz elő."  

### 1980-as évek
1981. július 5-én a Vörös Brigádok 47 napig tartó fogvatartás után megölték Giuseppe Talierciót. a Montedison petrolkémiai vállalat Porto Marghera-i telephelyének igazgatóját. 
1981. december 17-én a Vörös Brigádok elrabolta James L. Dozier amerikai ezredest, a NATO dél-európai bázisának parancsnokhelyettesét, akit 1982. január 22-én Padovában, szabadított ki az olasz rendőrség terrorelhárító osztálya, a NOCS. 

## Törvénymódosítások
A kormánypártok – Olasz Kereszténydemokrata Párt, Olasz Demokratikus Szocialista Párt, Olasz Köztársasági Párt, Olasz Liberális Párt és az Olasz Szocialista Párt – az Olasz Kommunista Párt támogatásával, olyan törvénymódosításokat akart véghezvinni, amely véget vet az országban tapasztalható válságos helyzetnek.
- Az 1975/152-es törvény amelyet Reale-törvénynek (legge Reale) neveznek. Egy sor visszatartó erejű intézkedést tett lehetővé.
- 1978-ban létrehoztak három különleges alakulatot: A Carabinieri a GIS (Gruppo di intervento speciale), a rendőrség a NOCS (Nucleo Operativo Centrale di Sicurezza) és a Pénzügyőrség a SVATPI (Scorta Valori Anti Terrorismo Pronto Impiego) nevű szervezeteket hozza létre.
- 1980-ban jóváhagyják az akkori miniszterelnök Francesco Cossiga törvényét, amely szigorúbb büntetőítéletet tesz lehetővé azoknak, akiket terrortámadás vagy terrorszervezetben való részvétel miatt ítélnek el.

## Terrorszervezetek
- Vörös Brigádok
- Élvonal
- Október 23-a Csoport
- Új Rend
- Nemzeti Avantgárd
- Fegyveres Forradalmi Sejtek

## Fordítás
- Ez a szócikk részben vagy egészben  az   Anni di piombo című olasz Wikipédia-szócikk ezen változatának fordításán alapul.  Az eredeti cikk szerkesztőit annak laptörténete sorolja fel. Ez a jelzés csupán a megfogalmazás eredetét és a szerzői jogokat jelzi, nem szolgál a cikkben szereplő információk forrásmegjelöléseként.